# جيمس مايكل كيرلي
جيمس مايكل كيرلي (بالإنجليزية: James Michael Curley)‏ (20 نوفمبر 1874-12 نوفمبر 1958) سياسي أمريكي ينتمي إلى الحزب الديمقراطي من بوسطن، ماساتشوستس. أحد أكثر الشخصيات بروزًا في السياسة في ولاية ماساتشوستس في النصف الأول من القرن العشرين، خدم كيرلي أربع دورات بمنصب عمدة ديمقراطي لبوسطن، ماساتشوستس، وشمل جزء من إحداها فترة تواجده في السجن. خدم أيضًا دورة واحدة كحاكم لولاية ماساتشوستس، ووصفها أحد كتاب السيرة بأنها «كارثة خففتها فقط لحظات من المهزلة»، نظرًا للإنفاق المطلق والفساد.
تمتع كيرلي بشعبية كبيرة بين الأمريكيين في الطبقة العاملة الرومانية الكاثوليكية من أصل آيرلندي في بوسطن، إذ نشأ بينهم ونشط في سياسة الدوائر الانتخابية. خلال فترة الكساد الكبير، وسّع مستشفى مدينة بوسطن، ونظام النقل العام في المدينة (تُدعى الآن هيئة نقل خليج ماساتشوستس)، وموّل مشاريع لتحسين الطرق والجسور، وحسّن الأحياء بالشواطئ ودورات المياه والملاعب والحدائق والمدارس العامة والمكتبات، وذلك خلال فترة من جمع الرشاوي ورفع الضرائب. أصبح كيرلي قوة بارزة ومثيرة للخلاف أحيانًا في الحزب الديموقراطي في الولاية، إذ تنافس على السلطة مع القيادة البيضاء الأنجلو سكسونية البروتستانتية على الصعيدين المحلي والولائي، ومع رؤساء مقاطعات بوسطن. خدم دورتين في كونغرس الولايات المتحدة، وكان مرشحًا بشكل اعتيادي لمجموعة متنوعة من المناصب المحلية والولائية لمدة نصف قرن. أُدين مرتين لارتكاب الجرائم، وقضى وقتًا ملحوظًا في السجن بسبب إدانته بارتكاب جناية مرتبطة بفسادٍ سابق خلال فترة ولايته الأخيرة كعمدة.

## سيرته الذاتية

### النشأة
ولد جيمس مايكل كيرلي في حي روكسبيري في بوسطن عام 1874. غادر والد كيرلي المدعو مايكل بلدة أوترارد، مقاطعة غالواي، أيرلندا، في سن الرابعة عشرة، واستقر في روكسبري، حيث التقى والدة كيرلي المدعوة سارة كلانسي، من مقاطعة غالواي أيضًا. تعد روكسبيري، في الأساس مدينة مستقلة، ضُمَّت إلى بوسطن في عام 1868، وعمل مايكل كيرلي كعامل يومي وجندي مشاة لرئيس المقاطعة پي. جيمس «پي-جاكيت» (جاكيت البازلاء) مغواير.
توفي مايكل كيرلي في عام 1884، حين كان جيمس في العاشرة من عمره. عمل جيمس وشقيقه جون لسد النقص في دخل الأسرة الضئيل، والتحق جيمس بالمدارس العامة المحلية في نفس الفترة. من المرجح أن والدته هي المسؤولة عن غرس صفة الكرم فيه والتي شكلت جزءًا كبيرًا من شخصيته العامة. غادر المدرسة في سن الخامسة عشر، وبدأ سلسلة من الوظائف، بما في ذلك أعمال المصانع ووظائف التوصيل، ومكنته وظيفته الأخيرة من رؤية أجزاء كبيرة من المدينة الآخذة بالنمو. سعى لاجتياز امتحان الخدمة المدنية ليصبح رجل إطفاء، لكنه كان أصغر من أن يُقبَل في المنصب. تدخلت والدة كيرلي باستمرار لإبعاده عن شركاء والده البغيضين أثناء عمله في تنظيف الأرضيات في المكاتب والكنائس في جميع أنحاء بوسطن.
هذا المزيج الناتج من غرس والدته لقيم العمل الشاق والخير في حين كان يشاهد عملها الذي يقصم الظهر ومعاناتها ضد خلفية من الكسب السياسي غير المشروع نصف الجنائي في سياسة الدوائر الانتخابية، أثر في موقفه تجاه الفقراء وتجاه جدوى التنظيم السياسي لبقية حياته.
عُيّن «منزل كيرلي» في 350، طريق جامايكا، سهول جامايكا معلمًا تاريخيًا من قبل لجنة معالم بوسطن عام 1989.

### صعوده السياسي
مع تقدم كيرلي في العمر، كانت سياسة بوسطن هي سياسة القوة الأيرلندية المتنامية، وهو اتجاه عارضته قوى اليانكي البروتستانتية المتواجدة آنذاك. انضم كيرلي إلى الكنيسة الرومانية الكاثوليكية المحلية، وجماعة الهيبرنيانز القديمة، وهو مجتمع أخوي خيري يساعد المهاجرين الأيرلنديين والفقراء، واكتسب سمعة مكافحٍ راغب في مساعدة الآخرين في التقدم. تضمن دخوله إلى السياسة الممارسة التقليدية لسياسة الدوائر الانتخابية، مثل قرع الأبواب، واجتذاب الأصوات، وتلقي الشكاوى. ترشح للمرة الأولى لمجلس المدينة المشترك في عامي 1897 و1898، وفشل في الانقطاع عن الترشيح الديمقراطي في لجنة المؤتمر التحضيري كل عام. ادعى كيرلي أنه حُرِم من الفوز لأنه كان خارج الآلة السياسية آنذاك، من خلال العد الفاسد للأصوات. نجح كيرلي عام 1899 بانضمامه إلى آلات التكتل الحزبي الذي يحكمه تشارلز إل. كويرك.

### اعتقاله الأول
ساءت سمعة كيرلي علنيًا للمرة الأولى حين انتُخِب لعضوية المجلس المحلي بوسطن في عام 1904 أثناء وجوده في السجن بتهمة الاحتيال. تقدم كيرلي وشريكه توماس كيرلي (ليس مرتبطًا به) لاختبارات الخدمة المدنية لسُعاة البريد بدلًا من رجلين من مقاطعتهما لمساعدتهما في الحصول على وظائف لدى الحكومة الفيدرالية. وعلى الرغم من أن الحادثة أعطته سمعة سيئة في الأوساط غير الأيرلندية في بوسطن، لكنها ساعدت في تحسين صورته بين الطبقة العاملة الأمريكية الأيرلندية والفقراء لأنهم اعتبروه رجلًا مستعدًا للمخاطرة بنفسه في سبيل مساعدة المحتاجين. خلال تلك الانتخابات، كان شعار حملته هو «فعلها من أجل صديق»، ولكنه سرعان ما اكتسب سمعة أخذه لرسوم مقابل دعمه.
في عام 1910، بينما كان عضوًا في المجلس المحلي لبوسطن، قرر كيرلي الترشح لمقعد المقاطعة العاشرة للولايات المتحدة في الكونغرس الأمريكي، والذي شغله لاحقًا جوزيف إف. أوكونيل. ترشح كيرلي على الرغم من رغبته الحقيقية في أن يصبح عمدة، نظرًا لرغبه جون «هاني فيتز» فيتزجيرالد باستعادة هذا المقعد. في المقابل، وعد فيتزجيرالد ألا يترشح مجددًا بعد فترة ولاية واحدة مدتها أربع سنوات. في الانتخابات السابقة للمقعد، فاز أوكونيل بفارق أربعة أصوات على خصمه الجمهوري، كاتب محكمة المدينة السابق ج. ميتشل غالفين. في المرحلة التمهيدية الثلاثية بين أوكونيل وكيرلي وسلف أوكونيل المدعو وليام إس ماكناري، هزم كيرلي كلًا من أوكونيل وماكناري. بعد فوزه بترشيح الحزب الديمقراطي، واصل كيرلي الفوز بالانتخابات العامة بتعددية هائلة على غالفين، الذي كان مرشحًا جمهوريًا مجددًا.

## حياته الشخصية
حظي جيمس بشقيقين: جون جيه. (1872-1944) ومايكل (مواليد 1879)، الذي توفي بعمر السنتين والنصف. تزوج كيرلي مرتين، تزوج في الأولى من ماري إيميلدا هيرليهي (1884-1930) في عام 1906 ثم تزوج من جيرترود كيسي دينيس، أرملة وأم لطفلين، جورج وريتشارد. كان هذا الزواج، في 7 يناير 1937، في آخر يوم له كحاكم. توفي جورج عن عمر يناهز 74 عامًا في حين ما يزال ريتشارد يعيش في ماساتشوستس. ويملك ريتشارد خمسة أطفال وحفيد واحد.
كانت حياة كيرلي الشخصية مأساوية بشكل غير اعتيادي. إذ عاش أطول من زوجته الأولى ماري إميلدا (هيرليهي قبل الزواج) وسبعة من أولاده التسعة. توفيت زوجته في عام 1930 بعد معركة طويلة مع السرطان. توفي ابناه التوأم جون وجوزيف في مهدهما. وتوفيت ابنته دوروثيا بذات رئة في سن المراهقة. توفي ابنه الحامل لاسمه جيمس جونيور، الذي كان يعد خليفة كيرلي في السياسة، في عام 1931 عن عمر يناهز 21 عامًا بعد عملية لإزالة حصاة مرارية. في حين توفي ابنه بول، الذي كان مدمنًا على الكحول، أثناء ترشح كيرلي لمنصب رئيس العمدة في عام 1945. وتوفيت ابنته ماري المتبقية نتيجة سكتة دماغية في فبراير 1950، وحين استُدعي شقيقها ليو إلى مكان الحادث، ذُهِل واضطراب لدرجة أنه أُصيب بنزيف دماغي أيضاً وتوفي في نفس اليوم، وكان في سن الخامسة والثلاثين. أما الابنان الباقيان، جورج (1919-1983) وفرانسيس العاشر (1923-1992) الذي كان قسًّا يسوعيًا، فقد عاشا بعد أبيهما.

## الإرث
كُرِّم كيرلي بتمثالين في فانيل هول، مقابل مبنى بلدية بوسطن الجديد. يُظهِره أحد التماثيل جالسًا على مقعد في الحديقة، في حين يظهره الآخر واقفًا، كما لو أنه يلقي خطابًا، مع وجود شعار الحملة على ردائه. وعلى بعد أمتار قليلة تتواجد حانة مسماة بعد أحد رموزه، «النفل البنفسجي».
يقع منزله الذي عُرِف في عهده باسم «المنزل ذو أبواب (مصاريع) النفل» في 350 طريق جامايكا، وهو الآن معلم تاريخي في المدينة. كان منزله الصيفي السابق في سيتويت أيضًا ذو مصراع من النفل.

## روابط خارجية
- جيمس مايكل كيرلي على موقع الموسوعة البريطانية (الإنجليزية)
- جيمس مايكل كيرلي على موقع إن إن دي بي (الإنجليزية)